# Нагатомо Юто
Нагатомо Юто (яп. 長友 佑都, нар. 12 вересня 1986, Сайджьо) — японський футболіст, захисник клубу «Токіо».
Насамперед відомий виступами за «Токіо», «Інтернаціонале» та «Галатасарай», а також національну збірну Японії.

## Клубна кар'єра
Народився 12 вересня 1986 року в місті Сайджьо. Вихованець в команді вищої школи «Хігасі Фукуока» та «Університету Мейдзі».
У дорослому футболі дебютував 2007 року виступами за команду клубу «Токіо», в якій провів три з половиною сезони, взявши участь у 72 матчах чемпіонату. Більшість часу, проведеного у складі «Токіо», був основним гравцем захисту команди.

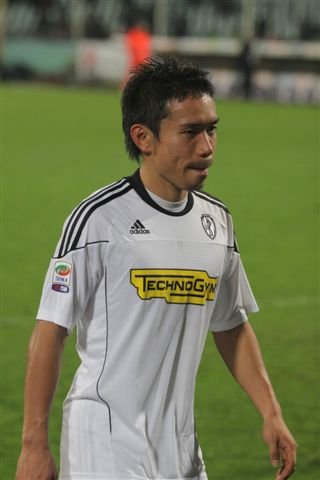
Юто Нагатомо у складі «Чезени». 13 листопада 2010

Своєю грою за цю команду привернув увагу представників тренерського штабу клубу «Чезена», до складу якого приєднався на правах оренди в липні 2010 року. 28 січня 2011 року «Чезена» повністю викупила його контракт за 1,7 мільйона євро .
31 січня 2011 року Нагатомо на правах оренди перейшов в міланський «Інтер» взявши 55 номер і ставши першим японцем «Інтера» в історії. 6 лютого дебютував за «Інтер» у матчі 24 туру проти «Роми», замінивши на 75-й хвилині Веслі Снейдера. 6 березня у матчі 28 туру проти «Дженоа» забив свій перший гол у Серії А, вийшовши на заміну за 13 хвилин до кінця матчу}}. Наразі встиг відіграти за «нераззуррі» 170 матчів у національному чемпіонаті.
31 січня 2018 року Нагатомо приєднався на правах оренди до турецького клубу «Галатасарай» на решту сезону 2017/18
, зігравши у 15 матчах Суперліги і ставши чемпіоном Туреччини.

## Виступи за збірні
Протягом 2007–2008 років залучався до складу молодіжної збірної Японії. На молодіжному рівні зіграв у 6 офіційних матчах, забив 1 гол.
В національної збірної Юто Нагатомо дебютував 24 травня 2008 року в матчі зі збірної Кот-д'Івуара
У складі збірної був учасником чемпіонату світу 2010 року у ПАР, кубка Азії 2011 року у Катарі, здобувши того року титул переможця турніру, Кубка конфедерацій 2013 року у Бразилії, кубка Азії 2015 року в Австралії та чемпіонату світу 2018 року у Росії.
Наразі провів у формі головної команди країни 131 матч, забивши 4 голи.

## Статистика виступів

### Статистика клубних виступів
Станом на кінець сезону 2017-18
| Сезон                      | Команда                    | Чемпіонат                  | Чемпіонат | Чемпіонат | Національний кубок | Національний кубок | Національний кубок | Єврокубки | Єврокубки | Єврокубки | Інші змагання | Інші змагання | Інші змагання | Усього | Усього |
| Сезон                      | Команда                    | Ліга                       | Ігор      | Голів     | Ліга               | Ігор               | Голів              | Ліга      | Ігор      | Голів     | Ліга          | Ігор          | Голів         | Ігор   | Голів  |
| -------------------------- | -------------------------- | -------------------------- | --------- | --------- | ------------------ | ------------------ | ------------------ | --------- | --------- | --------- | ------------- | ------------- | ------------- | ------ | ------ |
| 2007                       | «Токіо»                    | Дж1                        | 0         | 0         | КІ                 | 1                  | 0                  | —         | —         | —         | —             | —             | —             | 1      | 0      |
| 2008                       | «Токіо»                    | Дж1                        | 29        | 3         | КІ                 | 3                  | 0                  | —         | —         | —         | —             | —             | —             | 32     | 3      |
| 2009                       | «Токіо»                    | Дж1                        | 31        | 1         | КІ                 | 4                  | 1                  | —         | —         | —         | —             | —             | —             | 35     | 2      |
| 2010                       | «Токіо»                    | Дж1                        | 12        | 1         | КІ                 | 1                  | 0                  | —         | —         | —         | —             | —             | —             | 13     | 1      |
| Усього за «Токіо»          | Усього за «Токіо»          | Усього за «Токіо»          | 72        | 5         |                    | 9                  | 1                  |           |           |           |               |               |               | 81     | 6      |
| 2010-11                    | «Чезена»                   | A                          | 16        | 0         | КІ                 | 0                  | 0                  | —         | —         | —         | —             | —             | —             | 16     | 0      |
| 2010-11                    | «Інтернаціонале»           | A                          | 13        | 2         | КІ                 | 3                  | 0                  | ЛЧ        | 3         | 0         | СІ            | —             | —             | 19     | 2      |
| 2011-12                    | «Інтернаціонале»           | A                          | 35        | 2         | КІ                 | 1                  | 0                  | ЛЧ        | 7         | 0         | СІ            | —             | —             | 43     | 2      |
| 2012-13                    | «Інтернаціонале»           | A                          | 25        | 0         | КІ                 | 2                  | 0                  | ЛЄ        | 8         | 2         | —             | —             | —             | 35     | 2      |
| 2013–14                    | «Інтернаціонале»           | A                          | 34        | 5         | КІ                 | 2                  | 0                  | -         | -         | -         | -             | -             | -             | 36     | 5      |
| 2014–15                    | «Інтернаціонале»           | A                          | 14        | 0         | КІ                 | 1                  | 0                  | ЛЄ        | 3         | 0         | -             | -             | -             | 18     | 0      |
| 2015–16                    | «Інтернаціонале»           | A                          | 22        | 0         | КІ                 | 4                  | 0                  | -         | -         | -         | -             | -             | -             | 26     | 0      |
| 2016–17                    | «Інтернаціонале»           | A                          | 16        | 0         | КІ                 | 0                  | 0                  | ЛЄ        | 4         | 0         | -             | -             | -             | 20     | 0      |
| 2017–18                    | «Інтернаціонале»           | A                          | 12        | 0         | КІ                 | 2                  | 0                  | -         | -         | -         | -             | -             | -             | 14     | 0      |
| Усього за «Інтернаціонале» | Усього за «Інтернаціонале» | Усього за «Інтернаціонале» | 171       | 9         |                    | 15                 | 0                  |           | 25        | 2         |               | 0             | 0             | 211    | 11     |
| 2017–18                    | «Галатасарай»              | СЛ                         | 15        | 0         | КТ                 | 0                  | 0                  | -         | -         | -         | -             | -             | 7             | 0      |        |
| Усього за кар'єру          | Усього за кар'єру          | Усього за кар'єру          | 274       | 14        |                    | 27                 | 1                  |           | 25        | 2         |               | 0             | 0             | 326    | 17     |

### Статистика виступів за збірну
| Дата       | Місто                       | Господарі         | Результат             | Гості                | Турнір                        | Голи | Примітки  |
| ---------- | --------------------------- | ----------------- | --------------------- | -------------------- | ----------------------------- | ---- | --------- |
| 24-5-2008  | Токіо                       | Японія            | 1 – 0                 | Кот-д'Івуар          | товариський матч              | -    |           |
| 27-5-2008  | Сайтама                     | Японія            | 0 – 0                 | Парагвай             | товариський матч              | -    |           |
| 2-6-2008   | Токіо                       | Японія            | 3 – 0                 | Оман                 | Відбір до ЧС 2010             | -    | 83'       |
| 20-8-2008  | Токіо                       | Японія            | 1 – 3                 | Уругвай              | товариський матч              | -    | 46'       |
| 9-10-2008  | Токіо                       | Японія            | 1 – 1                 | ОАЕ                  | товариський матч              | -    |           |
| 13-11-2008 | Токіо                       | Японія            | 3 – 1                 | Сирія                | товариський матч              | 1    |           |
| 19-11-2008 | Катар                       | Катар             | 0 – 3                 | Японія               | Відбір до ЧС 2010             | -    |           |
| 28-1-2009  | Ріффа                       | Бахрейн           | 1 – 0                 | Японія               | товариський матч              | -    |           |
| 4-2-2009   | Осака                       | Японія            | 5 – 1                 | Фінляндія            | товариський матч              | -    |           |
| 11-2-2009  | Йокогама                    | Японія            | 0 – 0                 | Австралія            | Відбір до ЧС 2010             | -    |           |
| 28-3-2009  | Сайтама                     | Японія            | 1 – 0                 | Бахрейн              | Відбір до ЧС 2010             | -    |           |
| 31-5-2009  | Токіо                       | Японія            | 4 – 0                 | Бельгія              | товариський матч              | 1    |           |
| 6-6-2009   | Ташкент                     | Узбекистан        | 0 – 1                 | Японія               | Відбір до ЧС 2010             | -    | 37'       |
| 17-6-2009  | Сідней                      | Австралія         | 2 – 1                 | Японія               | Відбір до ЧС 2010             | -    |           |
| 5-9-2009   | Енсхеде                     | Нідерланди        | 3 – 0                 | Японія               | товариський матч              | -    |           |
| 9-9-2009   | Утрехт                      | Японія            | 4 – 3                 | Гана                 | товариський матч              | -    | 29'       |
| 8-10-2009  | Сідзуока                    | Японія            | 6 – 0                 | Гонконг              | Відбір до Кубка Азії 2011     | 1    |           |
| 14-10-2009 | Повіт Міяґі                 | Японія            | 5 – 0                 | Того                 | Кубок Кірін                   | -    |           |
| 2-2-2010   | Ойта                        | Японія            | 0 – 0                 | Венесуела            | Кубок Кірін                   | -    |           |
| 6-2-2010   | Токіо                       | Японія            | 0 – 0                 | КНР                  | Кубок Східної Азії 2010       | -    |           |
| 14-2-2010  | Токіо                       | Японія            | 1 – 3                 | Південна Корея       | Кубок Східної Азії 2010       | -    |           |
| 3-3-2010   | Toyota                      | Японія            | 2 – 0                 | Бахрейн              | Відбір до Кубка Азії 2011     | -    |           |
| 7-4-2010   | Осака                       | Японія            | 0 – 3                 | Сербія               | Кубок Кірін                   | -    |           |
| 24-5-2010  | Сайтама                     | Японія            | 0 – 2                 | Південна Корея       | Кубок Кірін                   | -    |           |
| 30-5-2010  | Грац                        | Японія            | 1 – 2                 | Англія               | товариський матч              | -    |           |
| 4-6-2010   | Сьйон                       | Японія            | 0 – 2                 | Кот-д'Івуар          | товариський матч              | -    |           |
| 14-6-2010  | Блумфонтейн                 | Японія            | 1 – 0                 | Камерун              | ЧС 2010 - 1-й етап            | -    |           |
| 19-6-2010  | Дурбан                      | Нідерланди        | 1 – 0                 | Японія               | ЧС 2010 - 1-й етап            | -    |           |
| 24-6-2010  | Рустенбург                  | Данія             | 1 – 3                 | Японія               | ЧС 2010 - 1-й етап            | -    | 26'       |
| 29-6-2010  | Преторія                    | Парагвай          | 0 – 0 д.ч. (5-3 п.п.) | Японія               | ЧС 2010 - 1/8 фіналу          | -    | 72'       |
| 4-9-2010   | Йокогама                    | Японія            | 1 – 0                 | Парагвай             | товариський матч              | -    |           |
| 7-9-2010   | Осака                       | Японія            | 2 – 1                 | Гватемала            | товариський матч              | -    | 46'       |
| 8-10-2010  | Сайтама                     | Японія            | 1 – 0                 | Аргентина            | товариський матч              | -    |           |
| 12-10-2010 | Сеул                        | Південна Корея    | 0 – 0                 | Японія               | товариський матч              | -    |           |
| 9-1-2011   | Доха                        | Японія            | 1 – 1                 | Йорданія             | Кубок Азії 2011 - 1-й етап    | -    |           |
| 13-1-2011  | Доха                        | Сирія             | 1 – 2                 | Японія               | Кубок Азії 2011 - 1-й етап    | -    |           |
| 17-1-2011  | Ар-Райян (футбольний клуб)  | Японія            | 5 – 0                 | Саудівська Аравія    | Кубок Азії 2011 - 1-й етап    | -    |           |
| 21-1-2011  | Доха                        | Японія            | 3 – 2                 | Катар                | Кубок Азії 2011 - чвертьфінал | -    |           |
| 25-1-2011  | Доха                        | Японія            | 2 – 2 д.ч. (3-0 п.п.) | Південна Корея       | Кубок Азії 2011 - півфінал    | -    | 84'       |
| 29-1-2011  | Доха                        | Австралія         | 0 – 1 д.ч.            | Японія               | Кубок Азії 2011 - Фінал       | -    | 4º titolo |
| 1-6-2011   | Ніїґата                     | Японія            | 0 – 0                 | Перу                 | Кубок Кірін                   | -    | 67'       |
| 7-6-2011   | Йокогама                    | Японія            | 0 – 0                 | Чехія                | Кубок Кірін                   | -    |           |
| 7-10-2011  | Кобе                        | Японія            | 1 – 0                 | В'єтнам              | товариський матч              | -    | 46'       |
| 11-10-2011 | Осака                       | Японія            | 8 – 0                 | Таджикистан          | Відбір до ЧС 2014             | -    |           |
| 29-2-2012  | Toyota                      | Японія            | 0 – 1                 | Узбекистан           | Відбір до ЧС 2014             | -    | 84'       |
| 23-5-2012  | Фукурой (Сідзуока)          | Японія            | 2 – 0                 | Азербайджан          | Відбір до ЧС 2014             | -    |           |
| 3-6-2012   | Сайтама                     | Японія            | 3 – 0                 | Оман                 | Відбір до ЧС 2014             | -    |           |
| 8-6-2012   | Сайтама                     | Японія            | 6 – 0                 | Йорданія             | Відбір до ЧС 2014             | -    |           |
| 12-6-2012  | Брисбен                     | Австралія         | 1 – 1                 | Японія               | Відбір до ЧС 2014             | -    |           |
| 15-8-2012  | Саппоро                     | Японія            | 1 – 1                 | Венесуела            | товариський матч              | -    |           |
| 11-9-2012  | Сайтама                     | Японія            | 1 – 0                 | Ірак                 | Відбір до ЧС 2014             | -    |           |
| 12-10-2012 | Сен-Дені                    | Франція           | 0 – 1                 | Японія               | товариський матч              | -    |           |
| 16-10-2012 | Вроцлав                     | Японія            | 0 – 4                 | Бразилія             | товариський матч              | -    |           |
| 14-11-2012 | Маскат                      | Оман              | 1 – 2                 | Японія               | Відбір до ЧС 2014             | -    |           |
| 6-2-2013   | Кобе                        | Японія            | 3 – 0                 | Латвія               | товариський матч              | -    |           |
| 30-5-2013  | Toyota                      | Японія            | 0 – 2                 | Болгарія             | Кубок Кірін                   | -    | 46' 70'   |
| 4-6-2013   | Сайтама                     | Японія            | 1 – 1                 | Австралія            | Відбір до ЧС 2014             | -    |           |
| 11-6-2013  | Доха                        | Ірак              | 0 – 1                 | Японія               | Відбір до ЧС 2014             | -    |           |
| 15-6-2013  | Бразиліа                    | Бразилія          | 3 – 0                 | Японія               | Кубок Конфедерацій            | -    |           |
| 19-6-2013  | Ресіфі                      | Італія            | 4 – 3                 | Японія               | Кубок Конфедерацій            | -    |           |
| 22-6-2013  | Белу-Оризонті               | Японія            | 1 – 2                 | Мексика              | Кубок Конфедерацій            | -    | 77'       |
| 6-9-2013   | Осака                       | Японія            | 3 – 0                 | Гватемала            | товариський матч              | -    |           |
| 10-9-2013  | Йокогама                    | Японія            | 3 – 1                 | Гана                 | товариський матч              | -    | 90+1'     |
| 11-10-2013 | Новий Сад                   | Сербія            | 2 – 0                 | Японія               | товариський матч              | -    |           |
| 15-10-2013 | Мінськ                      | Білорусь          | 1 – 0                 | Японія               | товариський матч              | -    | 61'       |
| 16-11-2013 | Генк                        | Нідерланди        | 2 – 2                 | Японія               | товариський матч              | -    | 73'       |
| 5-3-2014   | Токіо                       | Японія            | 4 – 2                 | Нова Зеландія        | Кубок Кірін                   | -    |           |
| 27-5-2014  | Сайтама                     | Японія            | 1 – 0                 | Кіпр                 | товариський матч              | -    | 79'       |
| 3-6-2014   | Тампа                       | Коста-Рика        | 1 – 3                 | Японія               | товариський матч              | -    | 61'       |
| 7-6-2014   | Тампа                       | Японія            | 4 – 3                 | Замбія               | товариський матч              | -    |           |
| 14-6-2014  | Ресіфі                      | Кот-д'Івуар       | 2 – 1                 | Японія               | ЧС 2014 - 1-й етап            | -    |           |
| 19-6-2014  | Натал (Ріу-Гранді-ду-Норті) | Японія            | 0 – 0                 | Греція               | ЧС 2014 - 1-й етап            | -    |           |
| 24-6-2014  | Куяба                       | Японія            | 1 – 4                 | Колумбія             | ЧС 2014 - 1-й етап            | -    |           |
| 5-9-2014   | Саппоро                     | Японія            | 0 – 2                 | Уругвай              | Кубок Кірін                   | -    |           |
| 9-9-2014   | Йокогама                    | Японія            | 2 – 2                 | Венесуела            | Кубок Кірін                   | -    |           |
| 10-10-2014 | Ніїґата                     | Японія            | 1 – 0                 | Ямайка               | товариський матч              | -    | 88'       |
| 12-1-2015  | Ньюкасл                     | Японія            | 4 – 0                 | Палестина            | Кубок Азії 2015 - 1-й етап    | -    |           |
| 16-1-2015  | Брисбен                     | Ірак              | 0 – 1                 | Японія               | Кубок Азії 2015 - 1-й етап    | -    |           |
| 20-1-2015  | Мельбурн                    | Японія            | 2 – 0                 | Йорданія             | Кубок Азії 2015 - 1-й етап    | -    |           |
| 23-1-2015  | Сідней                      | Японія            | 1 – 1 д.ч. (4-5 п.п.) | ОАЕ                  | Кубок Азії 2015 - чвертьфінал | -    |           |
| 11-6-2015  | Йокогама                    | Японія            | 4 – 0                 | Ірак                 | товариський матч              | -    |           |
| 3-9-2015   | Сайтама                     | Японія            | 3 – 0                 | Камбоджа             | Відбір до ЧС 2018             | -    |           |
| 8-9-2015   | Тегеран                     | Афганістан        | 0 – 6                 | Японія               | Відбір до ЧС 2018             | -    |           |
| 8-10-2015  | Ес-Сіб                      | Сирія             | 0 – 3                 | Японія               | Відбір до ЧС 2018             | -    |           |
| 12-11-2015 | Сінгапур                    | Сінгапур          | 0 – 3                 | Японія               | Відбір до ЧС 2018             | -    |           |
| 17-11-2015 | Пномпень                    | Камбоджа          | 0 – 2                 | Японія               | Відбір до ЧС 2018             | -    |           |
| 24-3-2016  | Сайтама                     | Японія            | 5 – 0                 | Афганістан           | Відбір до ЧС 2018             | -    |           |
| 29-3-2016  | Сайтама                     | Японія            | 5 – 0                 | Сирія                | Відбір до ЧС 2018             | -    | 65'       |
| 3-6-2016   | Toyota                      | Японія            | 7 – 2                 | Болгарія             | Кубок Кірін                   | -    |           |
| 7-6-2016   | Суйта                       | Японія            | 1 – 2                 | Боснія і Герцеговина | Кубок Кірін                   | -    | 70'       |
| 15-11-2016 | Токіо                       | Японія            | 2 – 1                 | Саудівська Аравія    | Відбір до ЧС 2018             | -    |           |
| 23-3-2017  | Ель-Айн                     | ОАЕ               | 0 – 2                 | Японія               | Відбір до ЧС 2018             | -    |           |
| 28-3-2017  | Сайтама                     | Японія            | 4 – 0                 | Таїланд              | Відбір до ЧС 2018             | -    |           |
| 7-6-2017   | Тьофу                       | Японія            | 1 – 1                 | Сирія                | товариський матч              | -    |           |
| 13-6-2017  | Тегеран                     | Ірак              | 1 – 1                 | Японія               | Відбір до ЧС 2018             | -    |           |
| 31-8-2017  | Сайтама                     | Японія            | 2 – 0                 | Австралія            | Відбір до ЧС 2018             | -    |           |
| 5-9-2017   | Джидда                      | Саудівська Аравія | 1 – 0                 | Японія               | Відбір до ЧС 2018             | -    |           |
| 6-10-2017  | Наґоя                       | Японія            | 2 – 1                 | Нова Зеландія        | товариський матч              | -    |           |
| 10-10-2017 | Йокогама                    | Японія            | 3 – 3                 | Гаїті                | товариський матч              | -    | кап. 46'  |
| 10-11-2017 | Вільнев-д'Аск               | Японія            | 1 – 3                 | Бразилія             | товариський матч              | -    | кап.      |
| 14-11-2017 | Брюгге                      | Бельгія           | 1 – 0                 | Японія               | товариський матч              | -    |           |
| 23-3-2018  | Льєж                        | Японія            | 1 – 1                 | Малі                 | товариський матч              | -    |           |
| 27-3-2018  | Льєж                        | Японія            | 1 – 2                 | Україна              | товариський матч              | -    |           |
| 30-5-2018  | Йокогама                    | Японія            | 0 – 2                 | Гана                 | товариський матч              | -    |           |
| 8-6-2018   | Лугано                      | Швейцарія         | 2 – 0                 | Японія               | товариський матч              | -    |           |
| 19-6-2018  | Саранськ                    | Колумбія          | 1 – 2                 | Японія               | ЧС 2018 - 1-й етап            | -    |           |
| 24-6-2018  | Єкатеринбург                | Японія            | 2 – 2                 | Сенегал              | ЧС 2018 - 1-й етап            | -    |           |
| 28-6-2018  | Волгоград                   | Японія            | 0 – 1                 | Польща               | ЧС 2018 - 1-й етап            | -    |           |
| 2-7-2018   | Ростов-на-Дону              | Бельгія           | 3 – 2                 | Японія               | ЧС 2018 - 1/8 фіналу          | -    |           |
| 16-10-2018 | Сайтама                     | Японія            | 4 – 3                 | Уругвай              | товариський матч              | -    |           |
| 9-1-2019   | Абу-Дабі                    | Японія            | 3 – 2                 | Туркменістан         | Кубок Азії 2019 - 1-й етап    | -    |           |
| 13-1-2019  | Абу-Дабі                    | Оман              | 0 – 1                 | Японія               | Кубок Азії 2019 - 1-й етап    | -    |           |
| 21-1-2019  | Шарджа                      | Японія            | 1 – 0                 | Саудівська Аравія    | Кубок Азії 2019 - 1/8 фіналу  | -    |           |
| 24-1-2019  | Дубай                       | В'єтнам           | 0 – 1                 | Японія               | Кубок Азії 2019 - чвертьфінал | -    |           |
| 28-1-2019  | Аль-Айн                     | Іран              | 0 – 3                 | Японія               | Кубок Азії 2019 - півфінал    | -    | 90+4'     |
| 1-2-2019   | Абу-Дабі                    | Японія            | 1 – 3                 | Катар                | Кубок Азії 2019 - фінал       | -    |           |
| Усього     |                             | Матчів            | 116                   |                      | Голів                         | 3    |           |

## Досягнення
- Володар Кубка Імператора Японії: 2009
- Володар Кубка Джей-ліги: 2009
- Володар Кубка Італії: 2010-11
- Володар Кубка Азії: 2011
- Срібний призер Кубка Азії: 2019
- Чемпіон Туреччини: 2017-18, 2018–19
- Володар Кубка Туреччини: 2018-19
- Володар Суперкубка Туреччини: 2019

## Цікаві факти
Юто Нагамото здобув науковий ступінь з економіки, а також опублікував на батьківщині дві книги.